# Walerian Sowa
Walerian Sowa (ur. 6 września 1940 w Baryczy) – generał brygady Wojska Polskiego.

## Życiorys
Urodził się jako syn Stanisława i Tekli z domu Stącel. Od 13 roku życia uczył się w Szkole Zawodowej w Paczkowie. W 1961 ukończył Technikum Mechaniczne w Sanoku z tytułem technika mechanika o specjalności spawalnictwo. Równolegle był zatrudniony w Sanockiej Fabryce Autobusów „Autosan”. Służbę w Wojsku Polskim rozpoczął w 1961 jako podchorąży w Oficerskiej Szkole Samochodowej w Pile. Szkołę ukończył w stopniu podporucznika, po czym został przydzielony do 59 Batalionu Transportowego 10 Sudeckiej Dywizji Pancernej w garnizonie Opole. Tam był dowódcą plutonu zaopatrzenia, po dwóch latach dowódcą kompanii transportowej. Jak podał W. Sowa, w lutym 1967 został awansowany do stopnia porucznika w drodze wyróżnienia za udział w ćwiczeniu „Gołdap”. Jego oddział brał udział w pierwszej zmianie jednostki specjalnej w Doraźnych Siłach Zbrojnych ONZ na Bliskim Wschodzie. Od 1971 do 1974 odbył studia w Akademii Sztabu Generalnego, po czym był oficerem i starszym oficerem w Wydziale Organizacji i Planowania w Kwatermistrzostwie Dowództwa Śląskiego Okręgu Wojskowego we Wrocławiu. W 1975 został awansowany do stopnia majora. Od 1977 do 1978 pełnił funkcję kwatermistrza 18 Pułku Czołgów w Wędrzynie. Następnie służył ponownie w sztabie Śląskiego Okręgu Wojskowego jako starszy oficer w Wydziale Szkolenia, później jako zastępca szefa i szef Wydziału Organizacji i Planowania. Ukończył zaoczne studia podyplomowe organizacji i zarządzania w Akademii Sztabu Generalnego. Uczestniczył w ćwiczeniach dywizyjnych i armijnych, odbywał praktyki szkoleniowe, a po ukończeniu kursu tyłowego w Akademii T. i T. Leningradzie został mianowany Szefem Sztabu Kwatermistrzostwa Śląskiego Okręgu Wojskowego. W 1983 został awansowany do stopnia pułkownika. W 1985 został I zastępcą Szefa Sztabu Głównego Kwatermistrzostwa Wojska Polskiego (gen. dyw. Stanisława Frynia). W 1987 ukończył kurs operacyjno-strategiczny Akademii Sztabu Generalnego Sił Zbrojnych ZSRR w wymiarze dwóch miesięcy. Przydzielony na stanowisko Szefa Sztabu Kwatermistrzostwa Frontu.
W 1990 został Szefem Szefostwa Zaopatrzenia, w 1992 zastępcą Szefa Zarządu Zaopatrywania Sztabu Generalnego, w lipcu 1993 zastępcą dowódcy- szefem logistyki Warszawskiego Okręgu Wojskowego. W 1993 został awansowany do stopnia generała brygady. W 1995 został zastępcą szefa Inspektoratu Logistyki Sztabu Generalnego Wojska Polskiego. 28 sierpnia 1996 nadzorował przekazanie armii litewskiej 200 ton sprzętu wojskowego, amunicji i wyposażenia kwatermistrzowskiego o łącznej wartości 800 tys. dolarów. W 1997 objął stanowisko zastępcy dowódcy - Szefa Logistyki w Dowództwie Wojsk Lądowych RP. Został przeniesiony w stan spoczynku 9 września 2000. Z okazji święta Wojska Polskiego 15 sierpnia 2001 został uhonorowany specjalnymi listem przez Prezydenta RP Aleksandra Kwaśniewskiego. Jako emerytowany wojskowy został członkiem Klubu Generałów WP; w IV kadencji w latach 2004-2007 piastował funkcję jego skarbnika.
Jego żoną została Mirosława, z którą ma dwie córki.

## Odznaczenia
- Krzyż Oficerski Orderu Odrodzenia Polski (postanowieniem Prezydenta RP z dnia 12 lipca 1995 roku, za wybitne osiągnięcia w pracy zawodowej”)[7][8]
- Krzyż Kawalerski Orderu Odrodzenia Polski
- Złoty Krzyż Zasługi
- Srebrny Krzyż Zasługi